# مقاطعة سانت تشارلز (لويزيانا)
مقاطعة سانت تشارلز (بالإنجليزية: St. Charles Parish, Louisiana)‏ هي إحدى مقاطعات ولاية لويزيانا في الولايات المتحدة. تأسست سنة 1807، وتبلغ مساحتها 1062 كم2، بلغ عدد سكانها 52780 نسمة في عام 2010 حسب إحصاء مكتب تعداد الولايات المتحدة وتصل الكثافة السكانية فيها 72 نسمة/كم2.

## أعلام
- لويس سانت مارتن

## وصلات خارجية
- www.stcharlesgov.net
- United States Counties